# Blackout (àlbum de Scorpions)
Blackout és el vuitè àlbum d'estudi del grup de Heavy Metal alemany Scorpions.
La cançó No One Like You va ser el primer èxit real de Scorpions a Amèrica. Altres cançons que van tenir èxit van ser Blackout, l'enèrgica Dynamite, Can't Live Without You i la balada When the Smoke is Going Down.
Mentre es gravava l'àlbum, el vocalista Klaus Meine va passar per la sala d'operacions per les seves cordes vocals, pel que en un principi es va pensar que no podria fer part de la gravació, i es va gravar algun material amb la veu de Don Dokken.
L'artista Gottfried Helnwein és el personatge de la coberta. En Rudolf Schenker retrata el personatge en el video musical "No One Like You".
La RIAA va certificar a Blackout amb Or el 24 de juny de 1982 i amb Platí el 8 de març de 1984.

## Llista de cançons
1. "Blackout" (Schenker/Meine/Rarebell/Kittelsen) – 3:49
2. "Can't Live Without You" (Schenker/Meine) – 3:47
3. "No One Like You" (Schenker/Meine) – 3:57
4. "You Give Me All I Need" (Schenker/Rarebell) – 3:39
5. "Now!" (Schenker/Meine/Rarebell) – 2:35
6. "Dynamite" (Schenker/Meine/Rarebell) – 4:12
7. "Arizona" (Schenker/Rarebell) – 3:56
8. "China White" (Schenker/Meine) – 6:59
9. "When the Smoke Is Going Down" (Schenker/Meine) – 3:51

## Formació
- Klaus Meine: Cantant
- Rudolf Schenker: Guitarra
- Matthias Jabs: Guitarra
- Francis Buchholz: Baix
- Herman Rarebell: bateria

- Produït per Dieter Dierks per a Breeze-Music

## Èxits

### Album
Billboard (Amèrica del Nord)
| Any  | Tipus             | Posició |
| ---- | ----------------- | ------- |
| 1982 | The Billboard 200 | #10     |

### Singles
Billboard (Amèrica del Nord), Top Singles (França)
| Any  | Cançó                  | Tipus                 | Posició |
| ---- | ---------------------- | --------------------- | ------- |
| 1982 | No One Like You        | Billboard Hot 100     | #64     |
| 1982 | No One Like You        | Mainstream Rock Chart | #1      |
| 1982 | Can't Live Without You | France Top Singles    | #17     |